# Список высших учебных заведений Карачаево-Черкесии
В список высших учебных заведений Карачаево-Черкесии включены образовательные учреждения высшего и высшего профессионального образования, находящиеся на территории Карачаево-Черкесии и участвовавшие в мониторинге Министерства образования и науки Российской Федерации 2015 года. Этим критериям в Карачаево-Черкесии соответствуют 2 вуза и 8 филиалов.
Филиалы вузов, головные организации которых находятся в иных субъектах федерации, сгруппированы в отдельном списке. Порядок следования элементов списка — алфавитный.
Вузы, лицензия которых не действует на 28 декабря 2015 года, отмечены цветом.

## Список высших образовательных учреждений
| Название                                                            | Категория       | Год основания | Месторасположение | Число студентов |
| ------------------------------------------------------------------- | --------------- | ------------- | ----------------- | --------------- |
| Карачаево-Черкесский государственный университет имени У. Д. Алиева | государственный | 1938          | Карачаевск        | 5726            |
| Северо-Кавказская государственная академия                          | государственный | 1991          | Черкесск          | 4311            |

## Список филиалов высших образовательных учреждений
| Название                                                                                | Категория         | Год основания | Месторасположение | Месторасположение головной организации | Число студентов |
| --------------------------------------------------------------------------------------- | ----------------- | ------------- | ----------------- | -------------------------------------- | --------------- |
| Карачаево-Черкесский филиал Московского финансово-промышленного университета «Синергия» | негосударственный | 1997          | Черкесск          | Москва                                 | 785             |
| Филиал в Черкесске Ростовского государственного экономического университета (РИНХ)      | государственный   | 1992          | Черкесск          | Ростов-на-Дону                         |                 |